# چارلز لاک ایست لیک
سر چارلز لاک (زاده ۱۷ نوامبر ۱۷۹۳ – درگذشته ۲۴ دسامبر ۱۸۶۵) بود. او یک نقاش ، مدیر گالری، کلکسیون دار و نویسنده  اهل بریتانیا در قرن نوزدهم بود. چالز پس از مدتی نگهبانی ، سرانجام نخستین مدیر گالری ملی می شود. او بعد از آن  در بین سال های ۱۸۵۰ تا ۱۸۶۵ به عنوان رئیس آکادمی سلطنتی مشغول فعالیت بود و همچنین جانشین مارتین آرچر شی در این شکل می شود.

## زندگی

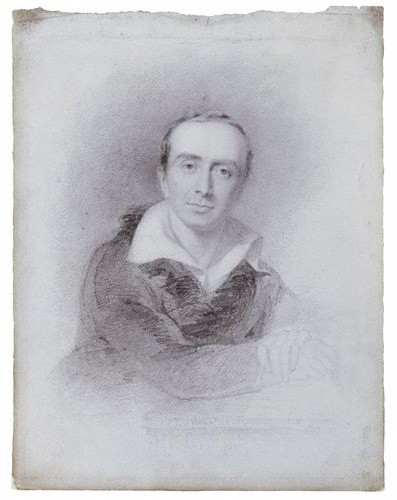
چارلز در طرحی با مداد نوشته جان پارتریج ، سال ۱۸۲۵.

چارلز در پلیموث ، دوون ، چهارمین فرزند پسر از یک وکیل دریاسالار متولد می شود. او در مدارس گرامر بومی در پلیموث و به شکل گزیده در چارترهاوس (در آن زمان هنوز در لندن) تحصیل می نماید. چالز بر این باور بود که رشته نقاشی را دنبال نماید و بعد از آن نقاش شود و او در سال ۱۸۰۹ نخسیتن کارآموز بنجامین هایدون و همچنین دانش آموز مدارس آکادمی سلطنتی لندن می شود- محلی که بعد از آن در آن محل به نمایش گذاشته شد.